# La Estrella del Huasco
La Estrella del Huasco es un periódico chileno, de carácter provincial, editado en la ciudad de Vallenar, capital de la Provincia de Huasco, en la Región de Atacama. Es de carácter semanal y circula los días viernes.

## Historia
La primera edición de La Estrella del Huasco salió a las calles el 16 de junio de 2006. Es un periódico semanal, que sale a la venta los días viernes.
Cada edición consta de 16 páginas, y cuenta con abundantes informaciones acerca de las comunas de Vallenar, Huasco, Freirina y Alto del Carmen. También se incluye en cada edición el suplemento femenino "Genoveva".
La Estrella del Huasco pertenece a la Empresa Periodística El Norte S.A., la cual es editora también de El Diario de Atacama. Esta empresa a la vez forma parte de El Mercurio S.A.P.